# Leptothorax pulcher
Leptothorax pulcher är en myrart som beskrevs av Carlo Emery 1917. Leptothorax pulcher ingår i släktet smalmyror, och familjen myror. Inga underarter finns listade i Catalogue of Life.